# گمینا پژمنت
گمینا پژمنت (به لهستانی:  Gmina Przemęt) یک گمینا در لهستان است که در شهرستان وولشتن واقع شده‌است. گمینا پژمنت ۲۲۵٫۳۱ کیلومتر مربع مساحت و ۱۳٬۴۹۴ نفر جمعیت دارد.